# René Felix
René Felix (* 23. Juni 1990 in Wien) ist ein österreichischer Fußballspieler auf der Position eines Stürmers.

## Karriere

### Jugend und Amateurfußball
Felix begann seine aktive Karriere als Fußballspieler beim KSV Ankerbrot Montelaa, einem Fußballverein aus dem 10. Wiener Gemeindebezirk Favoriten. Später wechselte er zum Favoritner AC, den er 2004 verließ, um an die Frank-Stronach-Akademie nach Hollabrunn zu gehen. In der Saison 2007/08 absolvierte Felix in der U-19-Jugendliga 17 Spiele und erzielte dabei drei Tore. Nach bestandener Matura folgte auch Felix’ Abgang von der Akademie. An der FSA wurde er zwei Mal Meister; das erste Mal mit der U-15-Mannschaft, das zweite Mal mit der U-17-Mannschaft.

### Vereinskarriere
Seine Profikarriere begann, als er im Jänner 2008, noch während seiner Schulzeit, zu den FK Austria Wien in die zweitklassige Erste Liga kam. Für die Violetten gab er am 21. März 2008 beim Auswärtsspiel gegen den SV Bad Aussee sein Profidebüt, als er in der 89. Spielminute für Christian Haselberger eingewechselt wurde. Das Spiel endete in einem 2:2-Remis, nachdem der Austrianer Philipp Netzer noch in der 90. Spielminute zum Ausgleich köpfelte. Zur Sommerpause vor der Saison 2008/09 wechselte Felix ligaintern zum SC Magna Wiener Neustadt, nachdem er für die Austria Amateure in neun Meisterschaftsspielen zum Einsatz kam und dabei ein Tor erzielte. In Wiener Neustadt trainierte er zwar mit der Mannschaft mit, kam aber nie zum Einsatz. Anfang des Jahres 2009 wechselte Felix, als Kooperationsspieler zum SV Wienerberg in die drittklassige Regionalliga Ost, wo er zu 25 Einsätzen kam. Zur Winterpause der Saison 2009/10 kehrte er wieder zum SC Magna Wiener Neustadt zurück.
Im Sommer 2010 wurde er als Kooperationsspieler an den Wiener Sportklub verliehen.
Im Sommer 2012 wechselte er zum FC Lustenau. Im Jänner 2013 wechselte er zum Ligakonkurrenten SKN St. Pölten. Im Sommer 2013 lief sein Vertrag aus und er wechselte im Jänner 2015 zum Amateurklub SR Donaufeld. Im Sommer 2015 wechselte er zum Profiverein Floridsdorfer AC. Nach der Saison 2015/16 verließ er den FAC.
In den Jahren danach kam er nur mehr sporadisch im Amateurbereich zum Einsatz; seine Vereine waren dabei unter anderem der ASK-BSC Bruck/Leitha, der USV Kettlasbrunn, der SV Sieghartskirchen oder der SV Neuaigen.

## Erfolge
mit dem FK Austria Wien
- 1× U-15-Meister (Akademie)
- 1× U-17-Meister (Akademie)

mit dem Floridsdorfer AC II
- Vizemeister der Oberliga B: 2015/16

mit dem ASK-BSC Bruck/Leitha
- Meister der 1. Niederösterreichischen Landesliga: 2016/17

mit dem USV Kettlasbrunn
- Meister der 3. Klasse Region Mistelbach: 2018/19 (Mannschaft jedoch zur Winterpause verlassen)